# Nothoceros
Nothoceros là một chi rêu trong họ Anthocerotaceae.